# The Flood
«The Flood» (traducido como «El diluvio»), es el primer sencillo del segundo álbum de la banda de post hardcore Escape The Fate.

## Promoción
Antes del lanzamiento de This War Is Ours, la banda anunció en su Myspace la página que se lanzará una descarga gratuita de la canción The Flood en su página de Buzznet si llegaban a 50.000 seguidores. Dentro de unos 3 días llegaron a su objetivo y subido la canción en la página, en medio de críticas muy favorables de todos los aficionados. La banda también dio a sus fanes la canción con una alta resolución de descarga gratuita en agradecimiento por la consecución del objetivo con tanta rapidez. 
La canción también está disponible para descargar en el videojuego Rock Band a través del paquete turístico Warped. La pista está disponible para descargar y jugar en Xbox Live, PlayStation Network, y en la tienda Wii

## Vídeo musical
El video comienza con la banda bajando de un automóvil por la noche mientras llueve, y caminar en una bodega de almacenamiento con todos sus instrumentos para empezar a tocar. A través del vídeo continuamente se ve a Craig Mabbitt bajo la lluvia. La banda está tocando en la bodega mientras que Craig canta y grita con micrófono al estilo vintage. En ambas ocasiones, después de Craig canta All because I'm..., Max grita con el micrófono ... leaving you behind!

## Personal
- Craig Mabbitt - voz
- Bryan Money - guitarra principal y rítmica, coros
- Max Green - bajo, coros
- Robert Ortiz - batería, percusión

- Datos: Q385792